# João Correia
João Pedro Araújo Correia, meglio noto come João Correia (Setúbal, 5 settembre 1996), è un calciatore portoghese naturalizzato capoverdiano, attaccante del Pafos e della nazionale capoverdiana.

## Carriera

### Club
Cresciuto nel settore giovanile del Pinhalnovense, da marzo a maggio 2015 disputa 7 incontri con la prima squadra, militante nel Campeonato de Portugal, terza divisione portoghese, realizzandovi anche 5 reti. Il 23 luglio successivo viene acquistato dal Vitória Guimarães, venendo inizialmente aggregato alla squadra riserve. Nell'estate 2019 viene promosso in prima squadra, riuscendo anche a giocare il doppio scontro contro i lussemburghesi del Jeunesse Esch nei turni preliminari di Europa League.
Il 26 agosto 2019 viene ceduto in prestito al Chaves, in seconda divisione, che il 10 luglio 2020 lo riscatta a titolo definitivo. Al termine della stagione 2021-2022 contribuisce al ritorno del Chaves in massima serie. Fa il suo esordio in Primeira Liga il 7 agosto 2022, nell'incontro perso per 0-1 contro la sua ex squadra del Vitória Guimarães.

### Nazionale
Il 23 marzo 2022 debutta con la nazionale capoverdiana in un amichevole vinta per 0-2 contro la Guadalupa.

## Statistiche

### Presenze e reti nei club
Statistiche aggiornate al 29 agosto 2022.
| Stagione                   | Squadra                    | Campionato                 | Campionato | Campionato | Coppe nazionali | Coppe nazionali | Coppe nazionali | Coppe continentali | Coppe continentali | Coppe continentali | Altre coppe | Altre coppe | Altre coppe | Totale | Totale |
| Stagione                   | Squadra                    | Comp                       | Pres       | Reti       | Comp            | Pres            | Reti            | Comp               | Pres               | Reti               | Comp        | Pres        | Reti        | Pres   | Reti   |
| -------------------------- | -------------------------- | -------------------------- | ---------- | ---------- | --------------- | --------------- | --------------- | ------------------ | ------------------ | ------------------ | ----------- | ----------- | ----------- | ------ | ------ |
| 2014-2015                  | Pinhalnovense              | CdP                        | 7          | 5          | CP              | -               | -               |                    | -                  | -                  |             | -           | -           | 7      | 5      |
| 2015-2016                  | Vitória Guimarães B        | LdH                        | 22         | 2          |                 | -               | -               |                    | -                  | -                  |             | -           | -           | 22     | 2      |
| 2016-2017                  | Vitória Guimarães B        | LdH                        | 24         | 4          |                 | -               | -               |                    | -                  | -                  |             | -           | -           | 24     | 4      |
| 2017-2018                  | Vitória Guimarães B        | LdH                        | 26         | 1          |                 | -               | -               |                    | -                  | -                  |             | -           | -           | 26     | 1      |
| 2018-2019                  | Vitória Guimarães B        | LdH                        | 23         | 4          |                 | -               | -               |                    | -                  | -                  |             | -           | -           | 23     | 4      |
| Totale Vitória Guimarães B | Totale Vitória Guimarães B | Totale Vitória Guimarães B | 95         | 11         |                 | -               | -               |                    | -                  | -                  |             | -           | -           | 95     | 11     |
| lug.-ago. 2019             | Vitória Guimarães          | PL                         | -          | -          | CP+CdL          | -               | -               | UEL                | 2                  | 0                  |             | -           | -           | 2      | 0      |
| 2019-2020                  | Chaves                     | LdH                        | 12         | 0          | CP+CdL          | 1+2             | 0               |                    | -                  | -                  |             | -           | -           | 15     | 0      |
| 2020-2021                  | Chaves                     | LdH                        | 27         | 4          | CP              | 0               | 0               |                    | -                  | -                  |             | -           | -           | 27     | 4      |
| 2021-2022                  | Chaves                     | LdH                        | 26+2       | 1+1        | CP+CdL          | 0+1             | 0+1             |                    | -                  | -                  |             | -           | -           | 29     | 3      |
| 2022-2023                  | Chaves                     | PL                         | 4          | 0          | CP+CdL          | 0               | 0               |                    | -                  | -                  |             | -           | -           | 4      | 0      |
| Totale carriera            | Totale carriera            | Totale carriera            | 171        | 21         |                 | 4               | 1               |                    | 2                  | 0                  |             | -           | -           | 177    | 22     |

### Cronologia presenze e reti in nazionale
| Cronologia completa delle presenze e delle reti in nazionale ― Capo Verde | Cronologia completa delle presenze e delle reti in nazionale ― Capo Verde | Cronologia completa delle presenze e delle reti in nazionale ― Capo Verde | Cronologia completa delle presenze e delle reti in nazionale ― Capo Verde | Cronologia completa delle presenze e delle reti in nazionale ― Capo Verde | Cronologia completa delle presenze e delle reti in nazionale ― Capo Verde | Cronologia completa delle presenze e delle reti in nazionale ― Capo Verde | Cronologia completa delle presenze e delle reti in nazionale ― Capo Verde |
| Data                                                                      | Città                                                                     | In casa                                                                   | Risultato                                                                 | Ospiti                                                                    | Competizione                                                              | Reti                                                                      | Note                                                                      |
| ------------------------------------------------------------------------- | ------------------------------------------------------------------------- | ------------------------------------------------------------------------- | ------------------------------------------------------------------------- | ------------------------------------------------------------------------- | ------------------------------------------------------------------------- | ------------------------------------------------------------------------- | ------------------------------------------------------------------------- |
| 23-3-2022                                                                 | Orléans                                                                   | Guadalupa                                                                 | 0 – 2                                                                     | Capo Verde                                                                | Amichevole                                                                | -                                                                         | 62’                                                                       |
| 25-3-2022                                                                 | San Pedro del Pinatar                                                     | Liechtenstein                                                             | 0 – 6                                                                     | Capo Verde                                                                | Amichevole                                                                | -                                                                         | 69’                                                                       |
| 23-9-2022                                                                 | Riffa                                                                     | Bahrein                                                                   | 1 – 2                                                                     | Capo Verde                                                                | Amichevole                                                                | -                                                                         | 80’                                                                       |
| 16-11-2023                                                                | Praia                                                                     | Capo Verde                                                                | 0 – 0                                                                     | Angola                                                                    | Qual. Mondiali 2026                                                       | -                                                                         | 72’                                                                       |
| Totale                                                                    |                                                                           | Presenze                                                                  | 4                                                                         |                                                                           | Reti                                                                      | 0                                                                         |                                                                           |

## Palmarès
- Campionato cipriota: 1

Pafos: 2024-2025